# 河合香吏
河合 香吏（かわい かおり、1961年9月 - ）は、日本の文化人類学者。専門は東アフリカ人類学。東京外国語大学アジア・アフリカ言語文化研究所教授。

## 略歴
1985年北海道大学文学部卒業。1986年よりケニアで文化人類学的研究を行う。1994年、京都大学大学院理学研究科博士後期課程修了。「ケニアの半農半牧民チャムスの自家治療における民族医学」で博士（理学）。静岡大学人文学部助教授、2002年東京外国語大学アジア・アフリカ言語文化研究所助教授、2015年より同教授。

## 著書
- 『野の医療 牧畜民チャムスの身体世界』東京大学出版会、1998年、ISBN 4-13-063317-1。

### 編著
- 『生きる場の人類学 土地と自然の認識・実践・表象過程』編著 京都大学学術出版会、2007年
- 『集団 人類社会の進化』編 京都大学学術出版会、2009年
- 『ものの人類学』床呂郁哉共編 京都大学学術出版会、2011年
- 『制度 人類社会の進化』編 京都大学学術出版会、2013年

## 受賞
- 第1回日本ナイル・エチオピア学会高島賞（1994年4月）[1]